# Krasin-Nunatakker
Die Krasin-Nunatakker (russisch Нунатакі Красин Nunataki Krasin) sind eine kleine Gruppe von Nunatakkern im ostantarktischen Enderbyland. Sie liegen 16 bis 20 km südöstlich des Alderdice Peak in den Nye Mountains.
Kartiert und benannt wurden sie im Zuge der 7. Sowjetischen Antarktisexpedition (1961–1963). Namensgeber ist der Eisbrecher Krasin.